# 리불로스 5-인산 3-에피머화효소
리불로스 5-인산 3-에피머화효소(영어: ribulose 5-phosphate 3-epimerase) (EC 5.1.3.1)는 RPE 유전자에 의해 암호화되어 있으며 다음과 같이 D-리불로스 5-인산과 D-자일룰로스 5-인산 간의 상호전환을 촉매하는 금속단백질이다. 리불로스 인산 3-에피머화효소(영어: ribulose-phosphate 3-epimerase), 포스포펜토스 에피머화효소(영어: phosphopentose epimerase)라고도 한다.
D-리불로스 5-인산  ⇄  D-자일룰로스 5-인산
이러한 가역적 전환은 식물의 탄소 고정 반응(캘빈 회로)과 오탄당 인산 경로의 비산화적 단계에 필요하다. 이 효소는 또한 추가적인 오탄당과 글루쿠론산의 상호전환과 관련이 있다.
쿠프리아비두스 메탈리두란스(Cupriavidus metallidurans)에서 리불로스 5-인산 3-에피머화효소를 암호화하는 유전자의 두 개의 사본이 알려져 있다. 하나는 염색체에 있는 P40117이고, 다른 하나는 플라스미드에 있는 Q04539이다. 리불로스 5-인산 3-에피머화효소는 세균, 고세균, 균류, 식물에서 광범위하게 발견되었다. 모든 단백질들은 209~241개의 아미노산 잔기를 가지고 있다. 리보스 5-인산 3-에피머화효소는 TIM 배럴 구조를 가지고 있다.

## 명명법
리불로스 5-인산 3-에피머화효소의 계통명은 D-리불로스 5-인산 3-에피머화효소(영어: D-ribulose-5-phosphate 3-epimerase)이다. 다음은 일반적으로 사용되는 다른 이름들이다.
- 포스포리불로스 에피머화효소,
- 에리트로스 4-인산 이성질화효소,
- 포스포케토펜토스 3-에피머화효소,
- 자일룰로스 인산 3-에피머화효소,
- 포스포케토펜토스 에피머화효소,
- 리불로스 5-인산 3-에피머화효소,
- D-리불로스 인산 3-에피머화효소,
- D-리불로스 5-인산 에피머화효소,
- D-리불로스 5-P 3-에피머화효소,
- D-자일룰로스 5-인산 3-에피머화효소,
- 펜토스 5-인산 3-에피머화효소.

리불로스 5-인산 3-에피머화효소는 오탄당 인산 경로, 오탄당과 글루콘산 간의 상호전환, 탄소 고정의 3가지 대사 경로에 참여한다.
이 도메인을 포함하는 사람의 단백질은 리불로스 5-인산 3-에피머화효소이다.

## 패밀리
리불로스 5-인산 3-에피머화효소는 상위 계층의 두 가지 단백질 패밀리로 분류할 수 있다. 리불로스 5-인산 3-에피머화효소는 이성질화효소에 속하며, 특히 탄수화물과 그 유도체에 작용하는 라세미화효소와 에피머화효소에 속한다. 또한, 단백질 입체구조 분류 데이터베이스는 이 에피머화효소가 구성원인 "리불로스 인산 결합" 슈퍼패밀리를 정의했다. 이 슈퍼패밀리에 포함된 다른 단백질에는 5'-일인산 탈카복실화효소(OMPDC) 및 3-케토-1-굴론산 6-인산 탈카복실화효소(KGPDC)가 있다.

## 구조
2007년을 기준으로 이러한 부류의 효소에 대해 PDB 접근 코드 1H1Y, 1H1Z, 1RPX, 1TQJ의 4가지 구조가 해결되었다.

### 전체 구조
결정학적 연구는 리불로스 5-인산 3-에피머화효소의 주효소 구조를 밝히는 데 도움이 되었다. 이러한 연구의 결과는 이 효소가 용액에서 동종이량체로 존재함을 보여주었다. 또한 리불로스 5-인산 3-에피머화효소는 루프를 포함하는 (β/α)8 삼탄당 인산 이성질화효소 (TIM) 배럴로 접힌다. 코어 배럴은 중앙의 β-시트를 구성하는 8개의 평행 가닥으로 구성되며 연속 가닥 사이에 나선이 있다. 이 구조의 루프는 기질 특이성을 조절하는 것으로 알려져 있다. 구체적으로, 나선 α6과 가닥 β6을 연결하는 루프는 기질이 결합할 때 활성 부위를 덮는다.
앞서 언급했듯이 리불로스 5-인산 3-에피머화효소는 금속 효소이다. 리불로스 5-인산 3-에피머화효소는 기능을 위한 보조 인자를 필요로 하며, 소단위체당 하나의 2가 금속 양이온과 결합한다. 이 효소는 Co2+ 및 Mn2+와 함께 주로 촉매 작용을 위해 Zn2+를 사용하는 것으로 나타났다. 그러나 RPE 유전자에 의해 암호화되는 사람의 리불로스 5-인산 3-에피머화효소는 주로 촉매 작용에서 Fe2+와 결합한다는 점에서 다르다. Fe2+는 팔면체로 배위되어 있으며 그림에서 관찰된 2,3-엔다이올레이트 반응 중간생성물을 안정화시킨다.

### 활성 부위
β6/α6 루프 영역은 기질과 상호작용하고 활성 부위에 대한 접근을 조절한다. 이 영역의 Phe147, Gly148, Ala149는 일단 결합이 일어나면 활성 부위를 덮는다. 또한 Fe2+는 His35, His70, Asp37, Asp175 및 기질의 산소종인 O2와 O3에 배위된다. 철 양이온과 기질의 원자의 결합은 촉매 작용 동안 복합체를 안정화시키는 데 도움이 된다. 돌연변이 유발 연구에 따르면 두 개의 아스파르트산이 활성 부위에 위치하며 1,1-양성자 전달 반응을 통한 촉매 작용을 매개하는 데 도움을 주는 것으로 나타났다. 아스파르트산은 산/염기 촉매이다. 마지막으로 리간드가 활성 부위에 부착되면 일련의 메티오닌(Met39, Met72, Met141)이 수축을 통해 추가적인 이동을 제한한다.

## 메커니즘

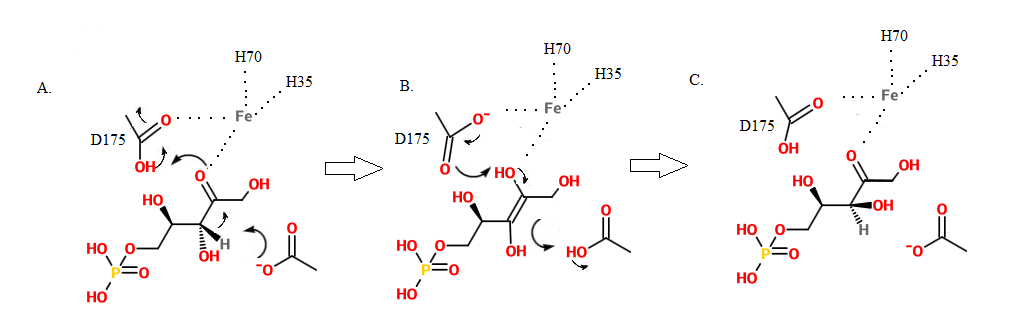
리불로스 5-인산이 리불로스 5-인산 3-에피머화효소에 의해 자일룰로스 5-인산으로 전환되는 메커니즘. 중간생성물로 2,3-트랜스-엔다이올레이트가 생성된다.

리불로스 5-인산 3-에피머화효소는 산/염기 유형의 촉매 메커니즘을 사용한다. 반응은 트랜스-2,3-엔다이올 인산이 중간생성물인 방식으로 진행된다. 위에서 언급한 두 개의 아스파르트산은 양성자 공여체와 양성자 수용체로 역할을 한다. Asp37과 Asp175는 모두 활성 부위에서 철 양이온과 수소 결합되어 있다. Asp37이 탈양성자화되면 중간생성물을 형성하는 D-리불로스 5-인산의 세 번째 탄소에 있는 양성자를 공격한다. 협력 단계에서 Asp37이 양성자를 잡을 때 기질의 카보닐 결합은 Asp175에서 두 번째 양성자를 잡아 하이드록실기를 형성한다. 철 착물은 추가적인 전하를 안정화하는 데 도움을 준다. D-리불로스 5-인산의 3번 탄소(C3)에서 이러한 에피머화를 거쳐 D-자일룰로스 5-인산이 생성된다. 이러한 메커니즘은 그림에서처럼 명확하게 증명되었다.

## 기능

### 캘빈 회로
식물에 대한 전자현미경 관찰 실험은 리불로스 5-인산 3-에피머화효소가 엽록체의 틸라코이드 막에 국한되어 있는 것으로 나타났다. 리불로스 5-인산 3-에피머화효소는 리불로스 1,5-이중인산의 재생을 포함하는 캘빈 회로의 세 번째 단계에 참여한다. 리불로스 1,5-이중인산(RuBP)는 캘빈 회로의 첫 번째 단계에서 이산화 탄소(CO2)의 수용체이며, 이는 리불로스 5-인산 3-에피머화효소가 캘빈 회로를 통한 대사 흐름을 조절함을 시사한다. 리불로스 1,5-이중인산이 재생되지 않으면 캘빈 회로를 계속해서 돌릴 수 없다. 따라서 자일룰로스 5-인산은 리불로스 5-인산 3-에피머화효소에 의해 리불로스 5-인산으로 가역적으로 전환된다. 이어서 포스포리불로키네이스는 리불로스 5-인산을 리불로스 1,5-이중인산으로 전환시킨다.

### 오탄당 인산 경로
오탄당 인산 경로(PPP)의 반응은 세포질에서 일어난다. 리불로스 5-인산 3-에피머화효소는 다양한 당류와 전구체의 생산을 포함하는 경로의 비산화적 부분에 특히 영향을 미친다. 리불로스 5-인산 3-에피머화효소는 리불로스 5-인산을 트랜스케톨레이스가 촉매하는 반응에 적합한 에피머인 자일룰로스 5-인산으로 전환시킨다. 따라서 오탄당 인산 경로에서 일어나는 반응은 정확히 캘빈 회로에서 일어나는 반응의 역반응이다. 메커니즘은 동일하게 유지되며 엔다이올레이트 중간생성물의 형성을 포함한다.
오탄당 인산 경로에 관여하기 때문에 리불로스 5-인산 3-에피머화효소는 산화 스트레스에 대한 세포 반응에 중요한 효소이다. 오탄당 인산 경로에 의한 NADPH의 생성은 활성 산소로부터 세포를 보호하는 데 도움이 된다. NADPH는 과산화 수소(H2O2)로부터 물을 생성하여 신체를 해독하는 글루타티온을 환원시킬 수 있다. 따라서 리불로스 5-인산 3-에피미화효소는 오탄당 인산 경로를 통한 대사 경로를 변경할 뿐만 아니라 과산화물의 축적을 방해한다.

## 진화
많은 리불로스 5-인산 3-에피머화효소 유사체들의 구조는 결정학 연구를 통해 발견되었다. 캘빈 회로와 오탄당 인산 경로에서의 역할로 인해 전체 구조가 보존되어 있다. 진화적으로 유연 관계가 먼 생물들의 서열을 비교했을 때 50% 이상의 유사성이 관찰되었다. 그러나 많은 분자 간 상호작용에 관여하는 이량체 계면에 위치한 아미노산이 반드시 보존되는 것은 아니다. "리불로스 인산 결합" 슈퍼패밀리의 구성원은 조상의 (β/α)8 배럴로부터 발산 진화의 결과라는 점에 주목하는 것이 중요하다.

## 약물 표적화 및 말라리아
원생동물인 플라스모디움 팔시파룸(Plasmodium falciparum)은 말라리아의 주된 원인이 되는 병원체이다. 리불로스 5-인산 3-에피머화효소는 말라리아 전파에 필수적인 경로인 시킴산 경로와 관련이 있다. 리불로스 5-인산은 리불로스 5-인산 3-에피머화효소에 의해 자일룰로스 5-인산으로 전환된다. 자일룰로스 5-인산과 리보스 5-인산은 트랜스케톨레이스에 의해 글리세르알데하이드 3-인산과 세도헵툴로스 7-인산으로 전환되며, 이어서 트랜스알돌레이스에 의해 에리트로스 4-인산과 과당 6-인산으로 전환된다. 시킴산 경로에서 에리트로스 4-인산은 코리슴산으로 전환된다. 플라스모디움 팔시파룸(Plasmodium falciparum)에서 리불로스 5-인산 3-에피머화효소는 에리트로스 4-인산을 기질로 사용한다. 시킴산 경로에서 관여하기 때문에 리불로스 5-인산 3-에피머화효소는 항말라리아제 개발의 잠재적 약물 표적이 된다.

## 같이 보기
- 리보스 5-인산 이성질화효소
- 포스포리불로키네이스
- 오탄당 인산 경로
- TIM 배럴
- RPE – 리불로스 5-인산 3-에피머화효소를 암호화하고 있는 사람의 유전자